# بارهنگ پاگربه‌ای
بارهنگ پاگربه‌ای، بارهنگ کپه‌ای (نام علمی: Plantago lagopus) یکی از گونه‌های سرده بارهنگ است.

## نگارخانه

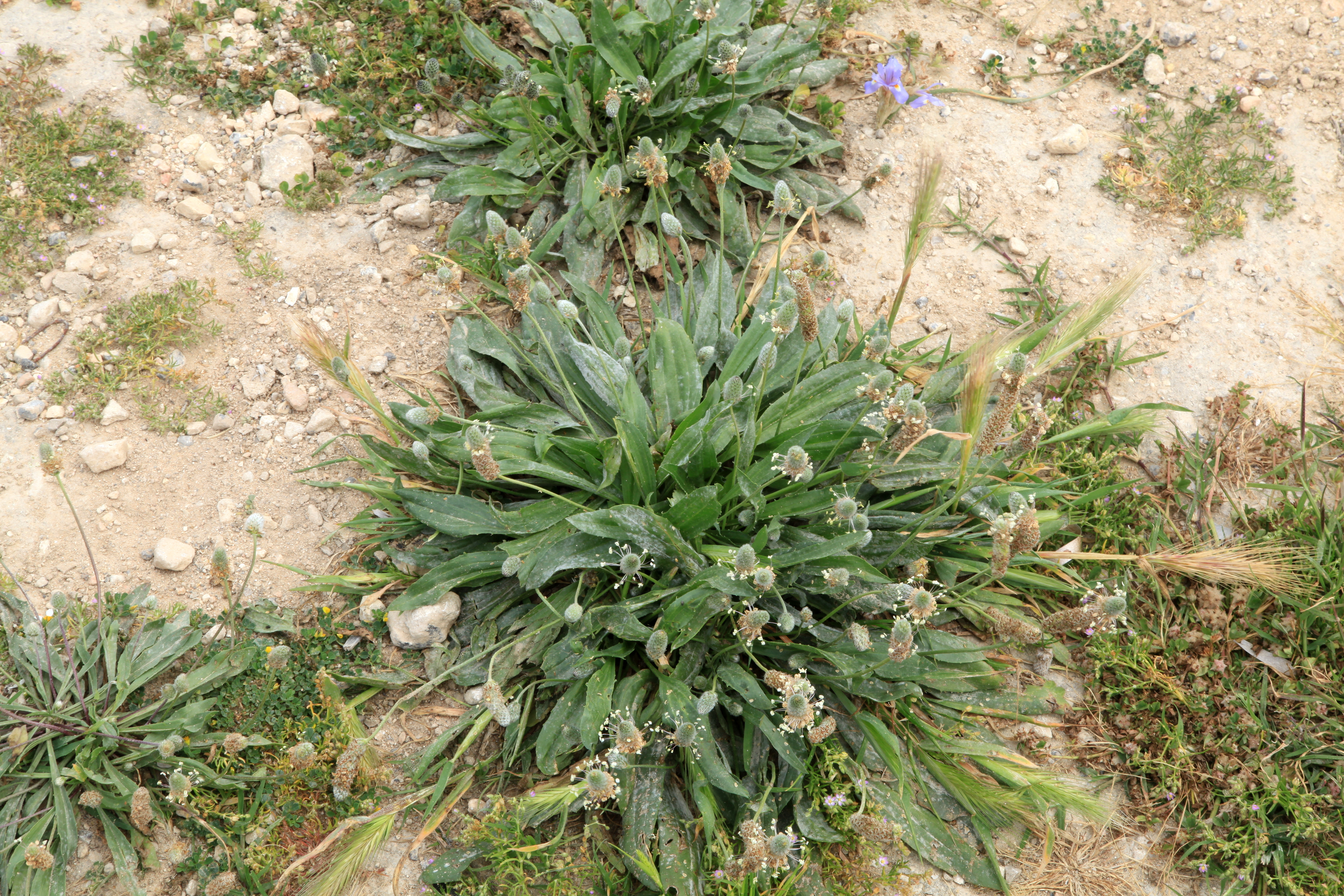
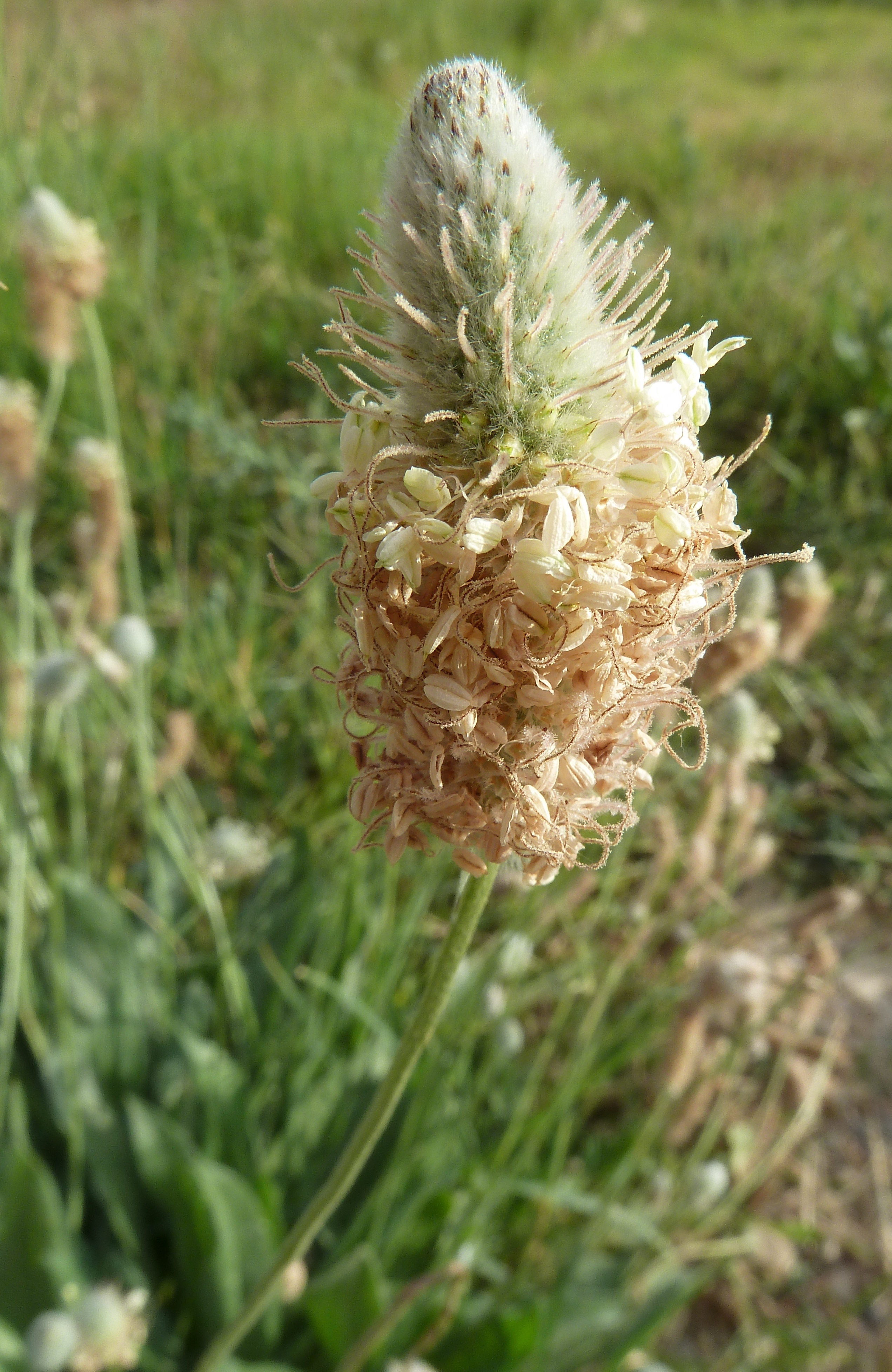
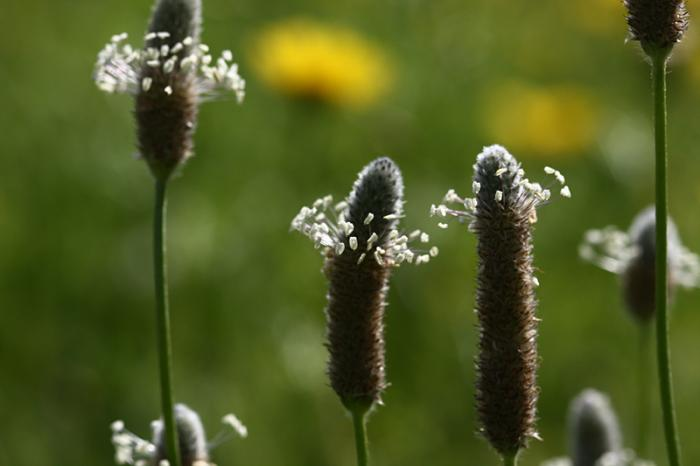
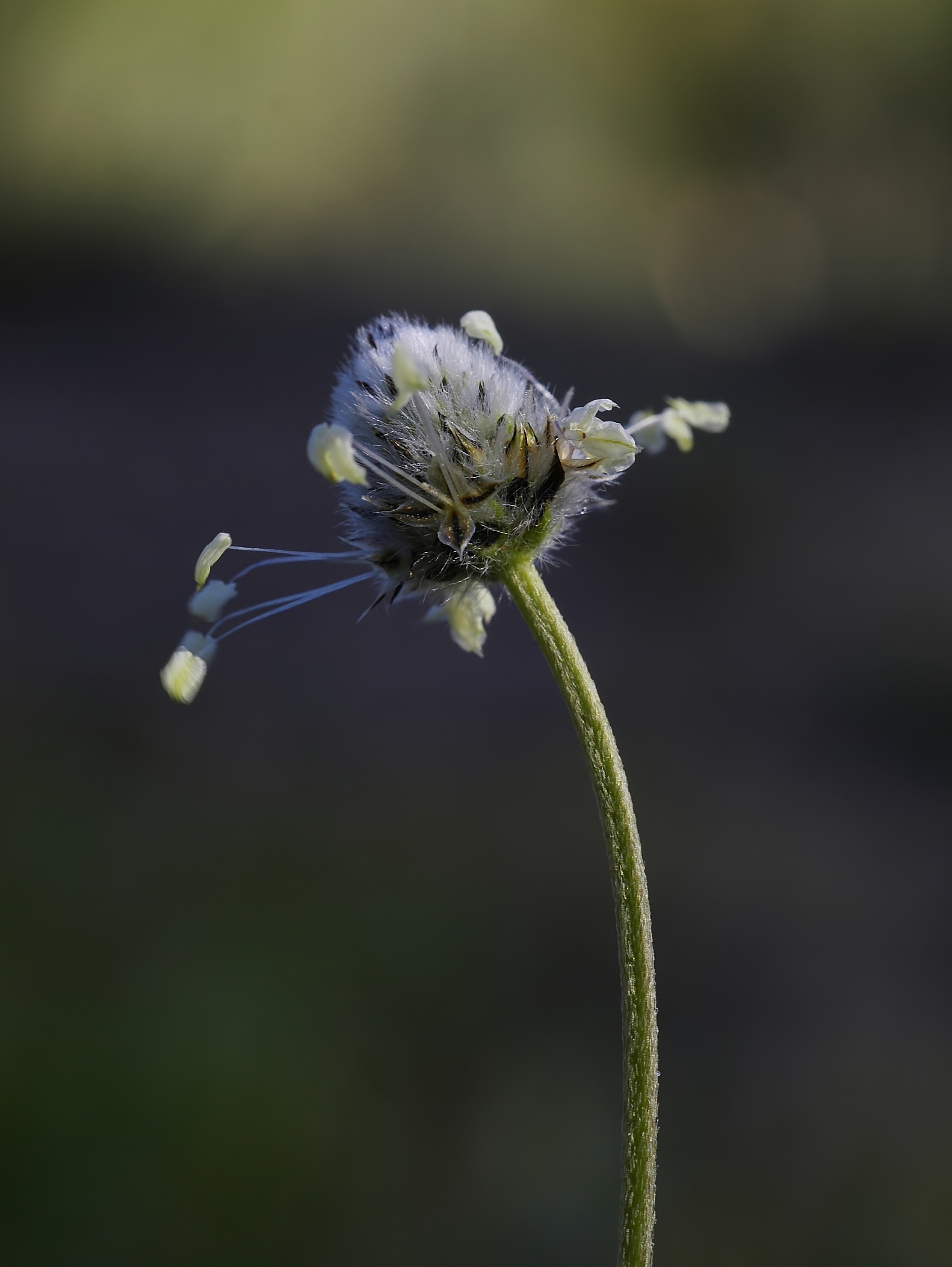
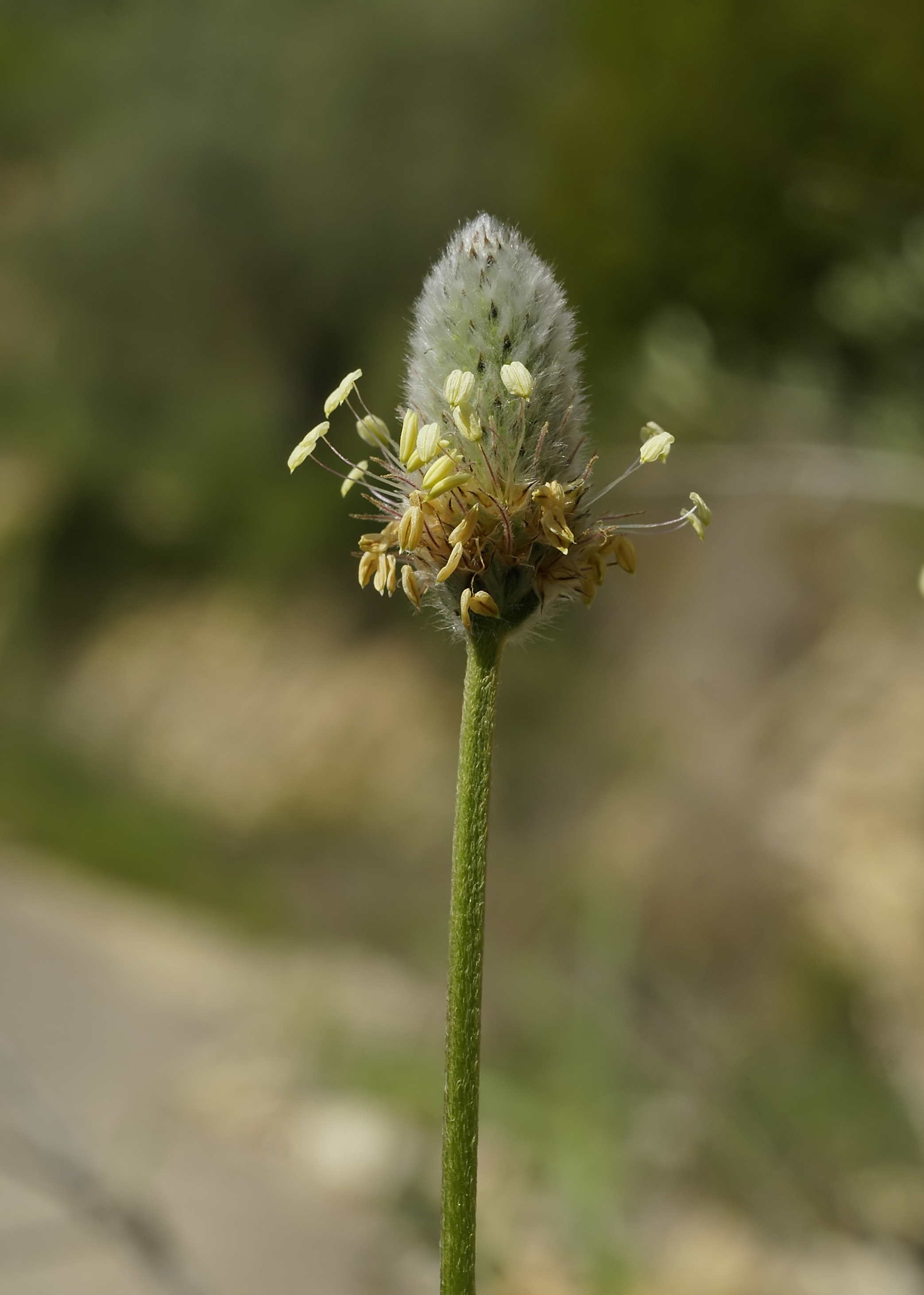
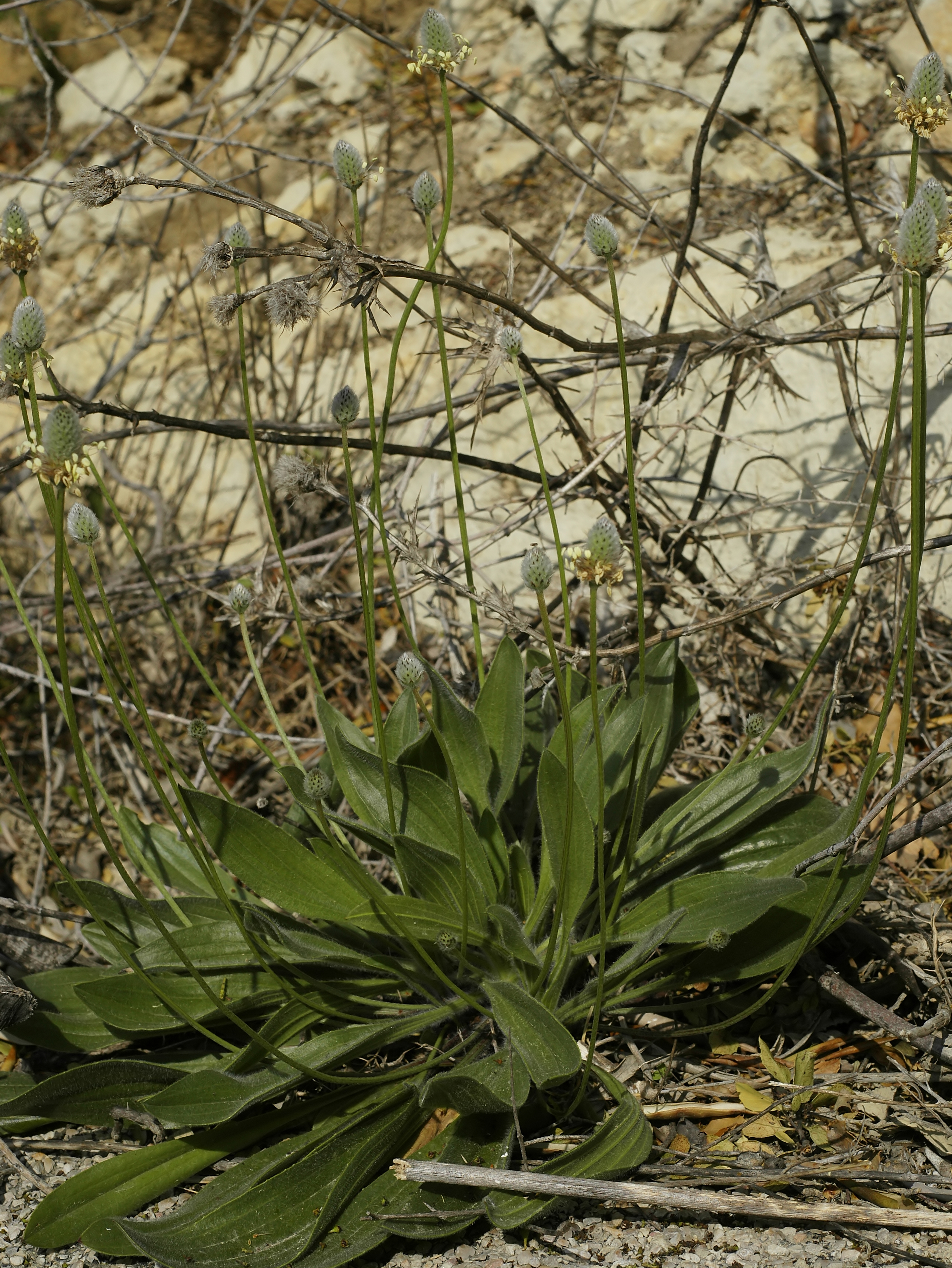